# Microsoft Small Basic
 (septembre 2020).
Si vous disposez d'ouvrages ou d'articles de référence ou si vous connaissez des sites web de qualité traitant du thème abordé ici, merci de compléter l'article en donnant les références utiles à sa vérifiabilité et en les liant à la section « Notes et références ».
Microsoft Small Basic est un langage de programmation utilisant la technologie .NET dérivé de BASIC qui a été créé par Microsoft en novembre 2008. La volonté des développeurs est que Microsoft Small Basic soit un langage simple mais performant pour ceux qui n'en ont pas encore fait mais qui souhaitent se lancer dans la conception de programmes. Small Basic est disponible dans une vingtaine de langues. 

## Histoire
Microsoft Small Basic (à ne pas confondre avec SmallBASIC, un autre langage basé sur BASIC) a été imaginé et publié en première version par l'équipe Microsoft DevLabs en novembre 2008. Son public cible (marketing) est l'ensemble des débutants en programmation (que ce soit des enfants ou des adultes) ou des développeurs confirmés qui souhaitent créer de petits programmes dans un but de divertissement, le tout de manière plus rapide qu'avec des langages conventionnels. Microsoft Small Basic ne comporte que 14 mots clés, ce qui confirme la volonté de rendre le langage simple à apprendre et à utiliser.

## Langage
Le langage en tant que tel, même s'il ressemble au très connu Visual Basic.NET, a son propre compilateur (inclus dans la suite Microsoft Small Basic) et fonctionne de manière très différente.

## Exemples

### Le traditionnel 'Hello World'
```
GraphicsWindow
.
Show
()
 
'Ouvre la fenêtre graphique

GraphicsWindow
.
BackgroundColor
 
=
 
"Azure"
 
'colorie en azure l'arrière plan de la fenêtre graphique

Helloworld
 
=
 
Shapes
.
AddText
(
"Hello world"
)
 
'écrit le texte "Hello World" sur la fenêtre graphique

Shapes
.
Move
(
Helloworld
,
 
GraphicsWindow
.
Width
 
/
 
2
 
-
 
30
,
 
GraphicsWindow
.
Height
 
/
2
 
-
 
10
)
 
'Place le texte au milieu de la fenêtre

Program
.
Delay
(
2000
)
 
'attend 2 secondes

'Zoom le texte

For
 
i
 
=
 
1
 
To
 
9
 
Step
 
0.1

  
Shapes
.
Zoom
(
Helloworld
,
 
i
,
 
i
)

  
Program
.
Delay
(
50
)

EndFor

GraphicsWindow
.
MouseUp
 
=
 
Mouse_click

Sub
 
Mouse_click

  
Program
.
End
()
 
'Ferme le programme

EndSub

```

### Changer le fond d'écran
Microsoft Small Basic dispose de fonctionnalités permettant de faire interagir par du mash-up différents services, en ligne (dictionnaires en ligne, Flickr, ...) ou non, et certaines fonctions de Microsoft Windows, tel le fond d'écran du bureau.
```
For
 
i
 
=
 
1
 
To
 
10
 
' Répéter l'action 10 fois

  
pic
 
=
 
Flickr
.
GetRandomPicture
(
"mountains"
)
 
' Télécharger une image dont le sujet est les montagnes

  
Desktop
.
SetWallPaper
(
pic
)
  
' Appliquer cette image comme fond d'écran

  
Program
.
Delay
(
10000
)
  
' Attendre 10 secondes (10 * 1000 ms) avant de continuer

EndFor

```